# 108e régiment d'infanterie territoriale
Pour les articles homonymes, voir 108e régiment.
Le 108e régiment d'infanterie territoriale (108e RIT) est un régiment d'infanterie de l'armée de terre française qui a participé à la Première Guerre mondiale.

## Création et différentes dénominations
- mars 1875 : le régiment reçoit son numéro en prévision de la mobilisation[1].
- août 1914 : formation du 108e régiment d'infanterie territoriale
- novembre 1914 : les 3e et 5e bataillons le 108e RIT, qui devient en février 1916 le 308e régiment d'infanterie territoriale[2]
- mars 1918 : dissolution, forme un bataillon de pionniers[3]

## Chefs de corps
Le régiment est commandé par le lieutenant-colonel Coignard.

## Historique des garnisons, combats et batailles du108eRIT

### Première Guerre mondiale

#### Affectations
- 191e brigade de la 96e division territoriale[4]
- Réserve d'infanterie du 2e corps d'armée[5]
- 211e brigade territoriale isolée de la région fortifiée de Verdun[5]

#### 1914
- En août 1914, il est mobilisé à Chambéry (14e région militaire)[3].

#### 1918
Le bataillon de pionniers formé en mars 1918 est envoyé à Dunkerque jusqu'à la fin de la guerre.

## Drapeau

Dessin du revers du drapeau du.

Il porte, cousues en lettres d'or dans ses plis, les inscriptions suivantes :
- Verdun 1916

## Personnages célèbres ayant servi au108eRIT
- Frédéric Sauvignier